# 沈覲鼎
沈 覲鼎（しん きんてい、1894年 - 2000年6月）は、中華民国（台湾）の外交官・学者。北京政府・国民政府で外交官としての経歴を重ね、各国大使を歴任した人物である。字は渝新。なお、清末の政治家である沈葆楨は曾祖父にあたる。祖父は沈瑋慶。父は沈賛清。

## 事跡

### 北京政府から国民政府へ
日本に留学し、東京帝国大学農学部を卒業した。続いてアメリカに赴き、ジョージタウン大学で外交学を学んだ。1920年（民国9年）に帰国し、北京政府外交部秘書となる。1922年（民国11年）のワシントン会議では代表団付となり、1925年（民国14年）には特別関税会議籌備処副長、外交部情報処副長を歴任した。1927年（民国16年）、特命全権公使待遇となっている。
北京政府崩壊後は国民政府に転じ、外交部条約委員会委員となる。1928年（民国17年）11月、考試院簡任（上席）秘書となり、その翌年11月には同院参事に昇格した。また、南京の中央大学で助教授も務めている。
1932年（民国21年）1月、沈覲鼎は外交部亜洲司司長兼国際連盟中国代表団専門委員に任ぜられた。翌年4月帰国し、華北で日本軍との交渉に携わっている。1934年（民国23年）10月、初代駐パナマ特命全権公使に任命された。1941年には、コスタリカ・エルサルバドル・ホンジュラスの各国公使も兼任している。1942年4月に任を解かれ、アメリカ軍の大学で講座を開いた。

### 各国外交官を歴任
戦後に、沈覲鼎は駐日代表団首席顧問に任ぜられ、来日する。1948年、駐日代表団副団長兼対日理事会中国代表となった。国共内戦後は台湾に移り、1950年（民国39年）に駐キューバ公使に任ぜられている（翌年、大使に昇格）。1956年5月、駐日大使に任命された（信任状捧呈は5月30日）。1959年（民国48年）に台湾へ戻り、外交部顧問兼国立政治大学外交研究所所長となっている。
翌年12月、駐コンゴ・レオポルドヴィル大使に任ぜられ、1964年1月には駐イラン大使に転じた。1967年（民国56年）、任務を終えて台湾に戻り、外交部顧問となる。翌年からは、外交部研究設計委員会主任委員、中国文化学院教授、日本研究所主任を歴任し、さらに国防研究院でも講座を開いている。1974年（民国63年）に退職した。日本語をはじめとして、英語・フランス語・スペイン語・ポルトガル語に精通していた。三民主義の日本語版解説書の他、『中国・イラン古代文化交流』（英文書）、『コンゴ川における暴風雨の回憶（原題：《剛河暴風雨回憶》』、『日本行についての追記（原題：《對日往事追記》』）』などがある。
2000年6月、ハワイにて死去。享年107。